# Cândido Costa
Cândido Alves Moreira da Costa, meglio conosciuto come Cândido Costa (São João da Madeira, 30 aprile 1981), è un ex calciatore portoghese, di ruolo difensore.

## Caratteristiche tecniche
È un terzino destro con attitudini offensive. Nel 2001 è stato inserito nella lista dei migliori calciatori stilata da Don Balón.

## Carriera

### Club
Dopo aver giocato con varie squadre nel 2006 si trasferisce al Belenenses.